# Carlos Estrada (gwatemalski piłkarz)
Carlos Salvador Pablo Renato „Chava” Estrada Santos (ur. 12 września 1997 w San Marcos) – gwatemalski piłkarz występujący na pozycji środkowego obrońcy, reprezentant Gwatemali, od 2024 roku zawodnik Marquense.